# 本田響矢
本田 響矢（ほんだ きょうや、1999年6月20日 - ）は、日本の俳優。福井県出身。A-PLUS所属。

## 来歴
2016年12月、“日本一のイケメン高校生”を決める 「男子高生ミスターコン2016」の全国ファイナル審査が開催され、 グランプリを受賞。
2017年、10月期テレビ東京系ドラマ25『セトウツミ』でテレビドラマ初出演し、俳優デビュー。
2019年6月28日、映画『ホットギミック ガールミーツボーイ』で映画初出演。
2021年9月27日、映画『MIRRORLIAR FILMS Season1「充電人」』で映画初主演。
2023年2月17日から3月31日までMBS・TBS系にて放送されたドラマシャワー『ジャックフロスト』でテレビドラマ初主演。
2024年6月24日、連続テレビ小説『虎に翼』第12週から出演し、NHK朝ドラ初出演。
2025年4月21日、フジテレビ系木曜劇場にて放送された『波うららかに、めおと日和』で江端瀧昌役を務めて、女性向けエンタメ&ライフスタイルニュースサイトモデルプレスが行った“25年春ドラマ版・胸キュン男子”トップ10にて、見事1位に輝いた。6月30日には、渋谷トレンドリサーチによる「今一番好きな俳優（男性）は？」というアンケートでも1位に選ばれた。

## 人物
- 趣味はドラム・カラオケ、特技は剣道[1]。

## 出演

### 映画
- ホットギミック ガールミーツボーイ（2019年6月28日、東映） - 御法川 役
- MIRRORLIAR FILMS Season1「充電人」（2021年9月17日、イオンエンターテイメント） - 主演・轟 役[3]
- 短編映画 ワンピースを着ていなくても（2022年12月22日 - 12月24日)

### テレビドラマ
- セトウツミ（2017年10月13日 - 12月23日、テレビ東京）
- 星屑リベンジャーズ（2018年7月31日〈30日深夜〉 - 9月25日〈24日深夜〉、名古屋テレビ） - 小宮山陸 役[8][注 1]
- 神酒クリニックで乾杯を（2019年1月12日 - 3月30日、BSテレ東） - 神楽坂 役
- 刑事ゼロ 第9話・第10話（2019年3月2日・9日、テレビ朝日） ‐ 岡原周太郎 役
- シリーズ・横溝正史短編集II『金田一耕助踊る！』ボート十三号（2020年1月18日、NHK BSプレミアム） - 児玉潤 役
- 38歳バツイチ独身女がマッチングアプリをやってみた結果日記（2020年11月19日 - 12月24日、テレビ東京） - 役者くん 役[9]
- 絶対BLになる世界VS絶対BLになりたくない男（2021年3月27日、 CSテレ朝チャンネル1） - 瞬 役[10]
- 暴太郎戦隊ドンブラザーズ ドン1話・ドン10話（2022年3月6日・5月8日、テレビ朝日） ‐ 花村ひとし 役
- 青春シンデレラ（2022年10月17日 - 12月26日、朝日放送テレビ） - 長谷川颯真 役[11]
- 正しい恋の始めかた（2023年1月2日、テレビ朝日） - 桜井優馬 役[12]
- ジャックフロスト（2023年2月17日 - 3月31日、毎日放送） - 主演・奥沢律 役（鈴木康介とW主演）[4]
- はじめてのかがやき～北陸新幹線福井・敦賀開業1年前記念ドラマ ～（2023年3月13日 - 24日、FBC） - 主演・道尾ススム 役（坂川陽香とW主演）[注 2]
- 明日、私は誰かのカノジョ シーズン2 特別編（2023年5月3日・10日、毎日放送・TBS） - 牧由人 役[13]
- 私と夫と夫の彼氏（2023年6月1日 - 8月3日、テレビ東京） - 伊奈周平 役[14]
- 合理的にあり得ない〜探偵・上水流涼子の解明〜 第9話・最終話（2023年6月12日・26日、関西テレビ） - 椎名孝 役[15]
- 恋愛のすゝめ（2023年11月22日 - 2024年1月17日、TBS） - 龍崎賢司 役 [16]
- セレブ男子は手に負えません（2024年1月21日 - 3月24日、朝日放送テレビ） - 天羽律 役[17]
- ブラックガールズトーク（2024年2月5日 - 3月25日、テレビ東京） - 諏訪元哉 役[18]
- 連続テレビ小説 虎に翼 第60回 - 第64回（2024年6月21日 - 27日、NHK） - 大庭光三郎 役[19]
- 彩香ちゃんは弘子先輩に恋してる（2024年7月5日 - 8月23日、毎日放送） - 犀藤優也 役[20]
  - 彩香ちゃんは弘子先輩に恋してる 2nd Stage（2025年6月27日 - 、毎日放送）[21]
- しょせん他人事ですから 〜とある弁護士の本音の仕事 第4話（2024年8月16日、テレビ東京） - 高梨隼人 役[22]
- モンスター 第4話（2024年11月4日、関西テレビ・フジテレビ系） - 武田大樹 役[23]
- 私は整形美人（2025年1月17日 - 2月14日、フジテレビ） - 坂口慧 役[24]
- 風のふく島 第7話（2025年2月22日、テレビ東京） - 田伏武洋 役　※第7話主演[25]
- すぱいす。（2025年3月27日 - 5月29日、BS-TBS・BS-TBS 4K） - 北野祐樹 役[26]
- 波うららかに、めおと日和（2025年4月24日 - 6月26日、フジテレビ） - 江端瀧昌 役[27]

### ウェブドラマ
- こんなこと、LINEでしか言えない…（2021年8月13日、YouTube） - 堀口ヒロキ 役
- 未来世紀SHIBUYA 4本目（2021年11月26日、Hulu） - 西条朝陽 役
- クロエの流儀（2021年12月23日 - 2月10日、LINE NEWS VISION） - 中村真司 役
- 私が獣になった夜～好きになっちゃいけない～シーズン3（2022年3月24日、ABEMA）- 木原航 役
- ANIMALS‐アニマルズ‐（2022年6月23日 - 8月11日、ABEMA）- 長嶺風緒 役[28]
- トモダチごっこ〜この世はすべて、いいね至上主義〜（2022年9月6日 - 2022年9月21日、Twitter）- 八木健人 役
- 正しい恋の始めかた ほろあま? ほろにが? デート編（2022年12月31日、TELASA） - 桜井優馬 役[12]
- はじめてのかがやき 〜北陸新幹線福井・敦賀開業1年前記念ドラマ〜（2023年3月31日、TVer） - 道尾ススム 役[12]
- 私と夫と夫の彼氏（2023年3月28日・4月11日、Paravi） - 伊奈周平 役[29]
- ヒロインの親友はハードスケジュール（2023年4月12日、Hulu U35クリエーターズチャレンジ） - 達也 役[30]
- 純喫茶イニョン 第2話（2024年3月30日、ひかりTV・FOD） - 羽村健斗 役[31]
- 恋愛バトルロワイヤル（2024年8月29日、Netflix） - 一ノ瀬るか 役[32]
- 波うららかに、めおと日和 瀧昌の問題ありません!?編（2025年6月26日、FOD） - 主演・江端瀧昌 役[33]
- BACK TO THE STORIES（2025年7月1日 - 、FOD SHORT） - 木下夏樹 役[34][35]

### テレビ番組
- ZIP!（2019年4月 - 2021年3月、日本テレビ） - キテルネ!コーナーレギュラー
- 王様のブランチ（2025年4月5日 - 、TBS） - レギュラー[36]
- めざましテレビ（2025年6月5日・12日・19日・26日、フジテレビ） - マンスリーエンタメプレゼンター[37]

### 舞台
- BuzzFestTheater 第6回公演「昏闇の色」（2018年1月17日 - 23日、下北沢駅前劇場）
- オンライン舞台「テイルズ オブ アライズ LIBERATORS -希望を託されし解放者たち-」（2022年3月26日・27日） - アルフェン 役
- 音楽劇「エノケン」（2025年10月7日 - 26日、シアタークリエ / 10月31日 - 11月9日、COOL JAPAN PARK OSAKA WWホール / 11月15日・16日、鳥栖市民文化会館 大ホール / 11月22日 - 24日、名古屋文理大学文化フォーラム / 11月28日 - 30日、ウェスタ川越 大ホール） - 榎本鍈一 役[38][39]

### MV
- osage - アナログ (2019年10月9日)
- ゆりめり - メトロノーム MusicDrama #2 (2019年10月17日)
- ゆりめり - チョコレートMusicDrama#5 (2019年10月31日)
- ゆりめり - ブラックアゲート MusicDrama#4 (2019年10月24日)
- ゆりめり - オレンジ MusicDrama #1 (2019年11月7日)
- ゆりめり - キラキラMusicDrama#3 (2019年11月14日)
- KEISUKE - 君想い (2019年12月12日)
- DEEP SQUAD - あなたが迷わずに (2021年2月22日)
- 優里 - レオ (2022年2月23日)
- Tani Yuuki - 燦々たるや (2023年1月3日)
- りりあ。- 失恋ソング沢山聴いて 泣いてばかりの私はもう。(2024年7月24日)

### CM・広告
- クリニーク ラボラトリーズ「イーブン ベター キャンペーン」（2025年8月1日 - ）[40]

## 書籍

### 雑誌
- Popteen（2017年 - 2020年 、角川春樹事務所） - メンズモデル

### 写真集
- 本田響矢1st写真集『響』（2023年12月25日、文友舎）[41]ISBN 978-4-8670-3811-6

## 音楽活動
- 「ひとりおもい」（作詞作曲：虹色侍ずま）[注 3][42]